# Downtown Disney (California)
Downtown Disney (ufficialmente Downtown Disney District) è un complesso di negozi, ristoranti e spazi per l'intrattenimento all'interno del Disneyland Resort ad Anaheim, in California. 
Fu costruita in base al progetto di espansione del Disneyland Resort che incluse anche la costruzione del parco Disney's California Adventure ed aprì nel 2001. 

## Descrizione
Downtown Disney occupa uno spazio compreso tra il parco Disney's California Adventure ed il parco Disneyland nell'area occidentale del complesso, ad ovest del Disneyland Hotel. Parte di Downtown Disney è costruita su di un ponte che attraversa Disneyland Drive (precedentemente conosciuta come West Street). È di grandezza inferiore rispetto alla sua controparte in Florida (Downtown Disney). Attualmente non è necessario nessuno biglietto per poter accedere all'area. La stazione della monorotaia chiamata Disneyland Hotel Monorail station fu ricostruita all'interno dell'area di Downtown Disney, sebbene non sia stato necessario spostare la sua location fisicamente.
Downtown Disney ad Anaheim include le seguenti attrazioni:
- Un cinema composto da 24 sale della AMC Theatres
- Molti ristoranti
  - ESPN Zone (un ristorante in tema sportivo)
  - House of Blues (ristorante e night club)
  - Napoli (ristorante italiano)
  - Rainforest Cafe
  - Ralph Brennan's Jazz Kitchen (un ristorante tematico basato su New Orleans dove si svolgono anche concerti jazz dal vivo)
  - Tortilla Jo's
- Retail outlets
  - Basin
  - Build-A-Bear Workshop
  - Libreria Compas
  - Club Libby Lu
  - Department 56
  - Hoypoloi
  - Illuminations
  - Island Charters
  - Marceline's Confectionery (negozio di dolciumi Disney)
  - Quiksilver
  - Sephora
  - Something Silver
  - Starabilias
  - The LEGO Imagination Center
  - The Kellogg's Happy Anniversery
  - World of Disney (un negozio di prodotti Disney)
- Un centro informazioni della Walt Disney Travel Company

Downtown Disney in California è stato creato particolarmente per i clienti della zona, con l'intento di farli rimanere più a lungo all'interno del Resort.
Con un gioco di parole, la Casa del Blues (House of Blues) viene definita dagli americani come la Mouse of Blues.
Una delle facciate dell'hotel Disney's Grand Californian dà su Downtown Disney, facendo sì che gli ospiti accomodati sulle stanze di quel lato possano godere di un ottimo panorama sull'intera area.